# Atomaria zetterstedti
Atomaria zetterstedti is een keversoort uit de familie harige schimmelkevers (Cryptophagidae). De wetenschappelijke naam van de soort werd in 1838 gepubliceerd door Johan Wilhelm Zetterstedt.